# Maira superba
Maira superba là một loài ruồi trong họ Asilidae. Maira superba được Meijere miêu tả năm 1913. Loài này phân bố ở miền Australasia.